# Shearith Israel

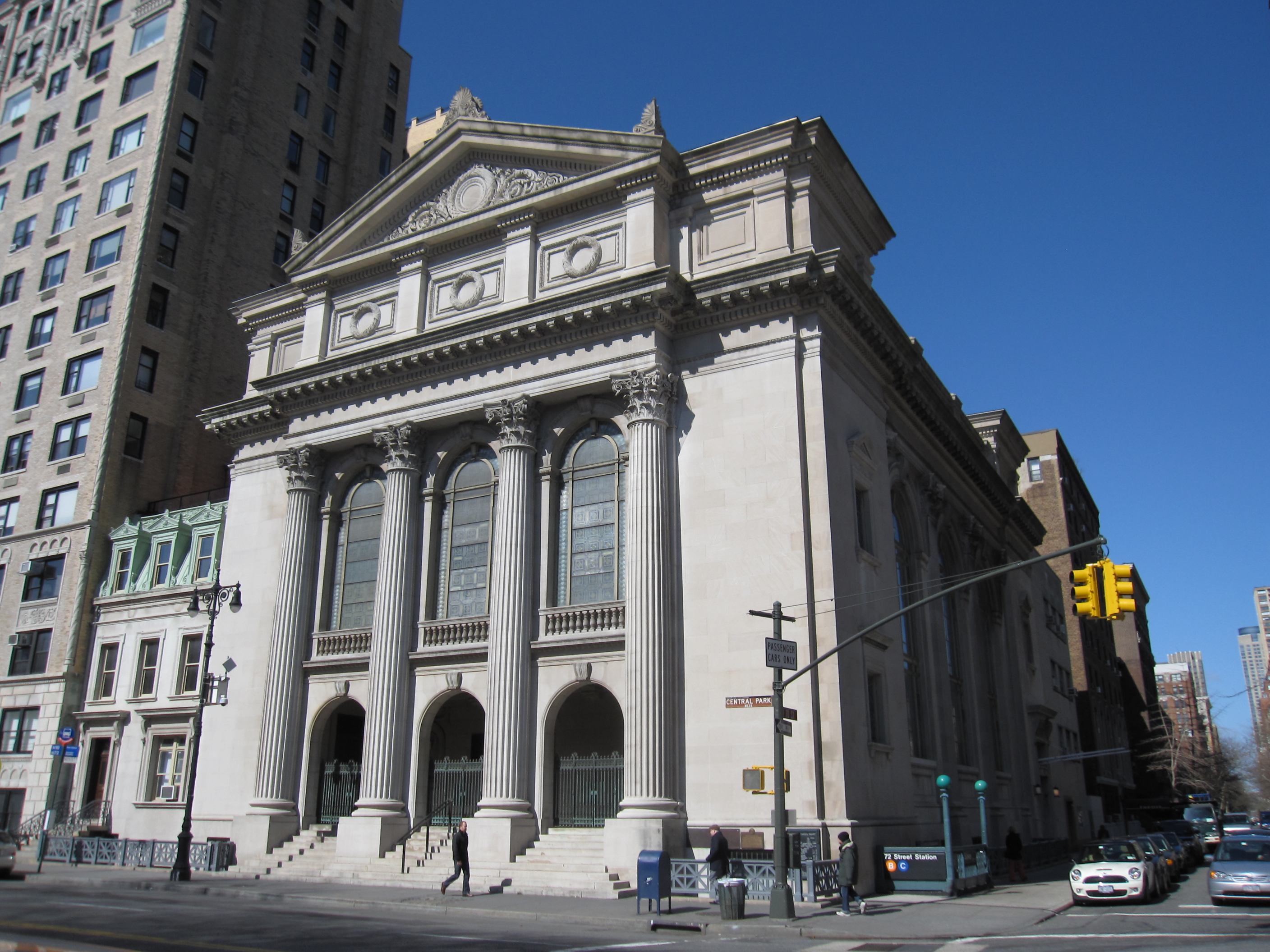
Synagoge Shearith Israel,
eingeweiht 1897

Shearith Israel, oft als Spanish and Portuguese Synagogue (Spanische und Portugiesische Synagoge) bezeichnet, ist eine orthodoxe jüdische Gemeinde in New York City. Die sephardische Gemeinde war die erste jüdische Gemeinde in Nordamerika. Sie wurde 1654 gegründet und war bis 1825 die einzige jüdische Gemeinde in New York. Die heutige Synagoge ist ein klassizistischer Bau aus dem späten 19. Jahrhundert. Die Gemeinde folgt dem sephardischen Ritus der spanischen und portugiesischen Juden.

## Geschichte
Die Geschichte der jüdischen Gemeinde Shearith Israel ist eng verbunden mit den ersten sephardischen jüdischen Immigranten in Nordamerika, die im September 1654 aus Brasilien im damaligen Nieuw Amsterdam, dem heutigen New York City, eintrafen. Shearith Israel wurde nach eigenen Angaben noch im gleichen Jahr gegründet. Bereits 1656 erhielten die Juden Nieuw Amsterdams die Erlaubnis, einen eigenen Friedhof zu errichten. Erster Präsident der Gemeinde war Luis Moses Gomez.

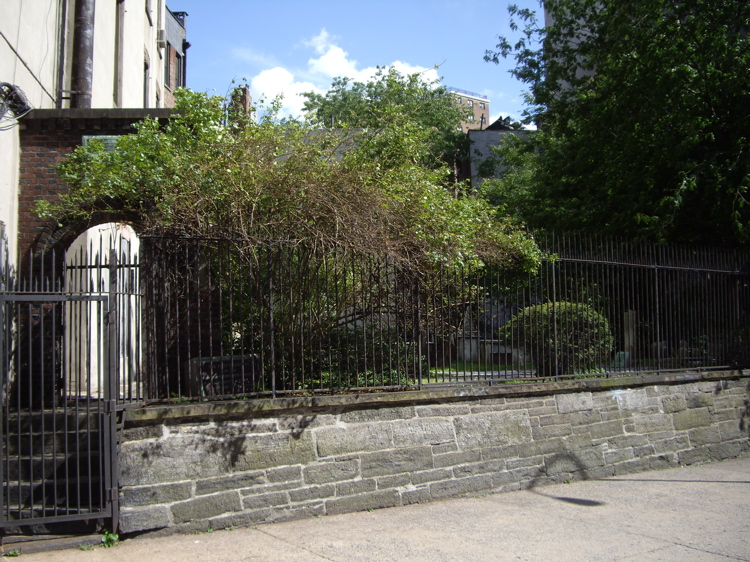
Der erste Friedhof der Gemeinde Shearith Israel, 55–57 St. James Pl., New York

Juden hatten lediglich das Recht, ihre Religion privat auszuüben, öffentlich Gottesdienste abzuhalten war nur Christen gestattet. Ein Stadtplan aus dem Jahr 1695 zeigt jedoch eine Synagoge (Jews’ synagogue) in der Beaver Street, nahe der Mill Street, wo offenbar halböffentliche Gottesdienste stattfanden. Das Gebäude soll auch eine Mikveh, ein rituelles Bad, beherbergt haben.
Die erhaltenen Protokolle der Gemeinde Shearith Israel beginnen im Jahr 1729 und erwähnen ältere, die bis ins Jahr 1706 zurückgehen. Ein Grundstück für eine Synagoge wurde 1728 erworben und eine Synagoge konnte am 8. April 1730 in der Mill Street, der heutigen William Street, eingeweiht werden – die erste in Nordamerika. Sie wurde im Jahr 1818 umgebaut und neu eingeweiht. 1834 wurde sie durch eine neue Synagoge in der Crosby Street ersetzt, die 1860 wiederum durch eine Synagoge in der 19. Straße „up-town“ ersetzt wurde. Gleichzeitig wurde auch ein zweiter Prediger angestellt. Die noch heute bestehende Synagoge an der Ecke Central Park West und 70. Straße wurde am 19. Mai 1897 eingeweiht. Der klassizistische Bau des amerikanisch-jüdischen Architekten Arnold Brunner (25. September 1857 – 14. Februar 1925) ist in der Tradition der spanischen und portugiesischen Synagogen errichtet.

## Mitglieder
Die Gemeinde setzte sich schon früh sowohl aus sephardischen wie aschkenasischen Juden zusammen. Sie zählt rund 450 Familien. Bekannte Mitglieder der Gemeinde waren unter anderen Benjamin Mendes Seixas, Ephraim Hart und Alexander Zuntz, Mitgründer der New York Stock Exchange, die Dichterin Emma Lazarus, Alice Davis Menken, eine Pionierin der Sozialhilfe besonders für Frauen, Benjamin Cardozo, Richter am Obersten Gericht der USA, und die Suffragette und Sozialreformerin Maud Nathan.